# 前215年
| 千纪： | 前1千纪 |
| 世纪： | 前4世纪 \| 前3世纪 \| 前2世纪                                                                                         |
| 年代： | 前240年代 \| 前230年代 \| 前220年代 \| 前210年代 \| 前200年代 \| 前190年代 \| 前180年代                               |
| 年份： | 前220年 \| 前219年 \| 前218年 \| 前217年 \| 前216年 \| 前215年 \| 前214年 \| 前213年 \| 前212年 \| 前211年 \| 前210年 |
| 纪年： | 秦始皇三十二年；衛君角二十七年                                                                                        |

## 大事记
- 秦始皇之碣石，使燕人盧生求羨門，刻碣石門。壞城郭，決通堤坊。始皇巡北邊，從上郡入。盧生使入海還，因奏《錄圖書》曰：「亡秦者胡也。」始皇乃遣將軍蒙恬發兵三十萬人，北伐匈奴，即秦蒙恬攻匈奴之戰。
- 马其顿安提柯王朝国王腓力五世与迦太基领袖汉尼拔结成攻守同盟。